# 千葉県道216号飯岡松岸停車場線

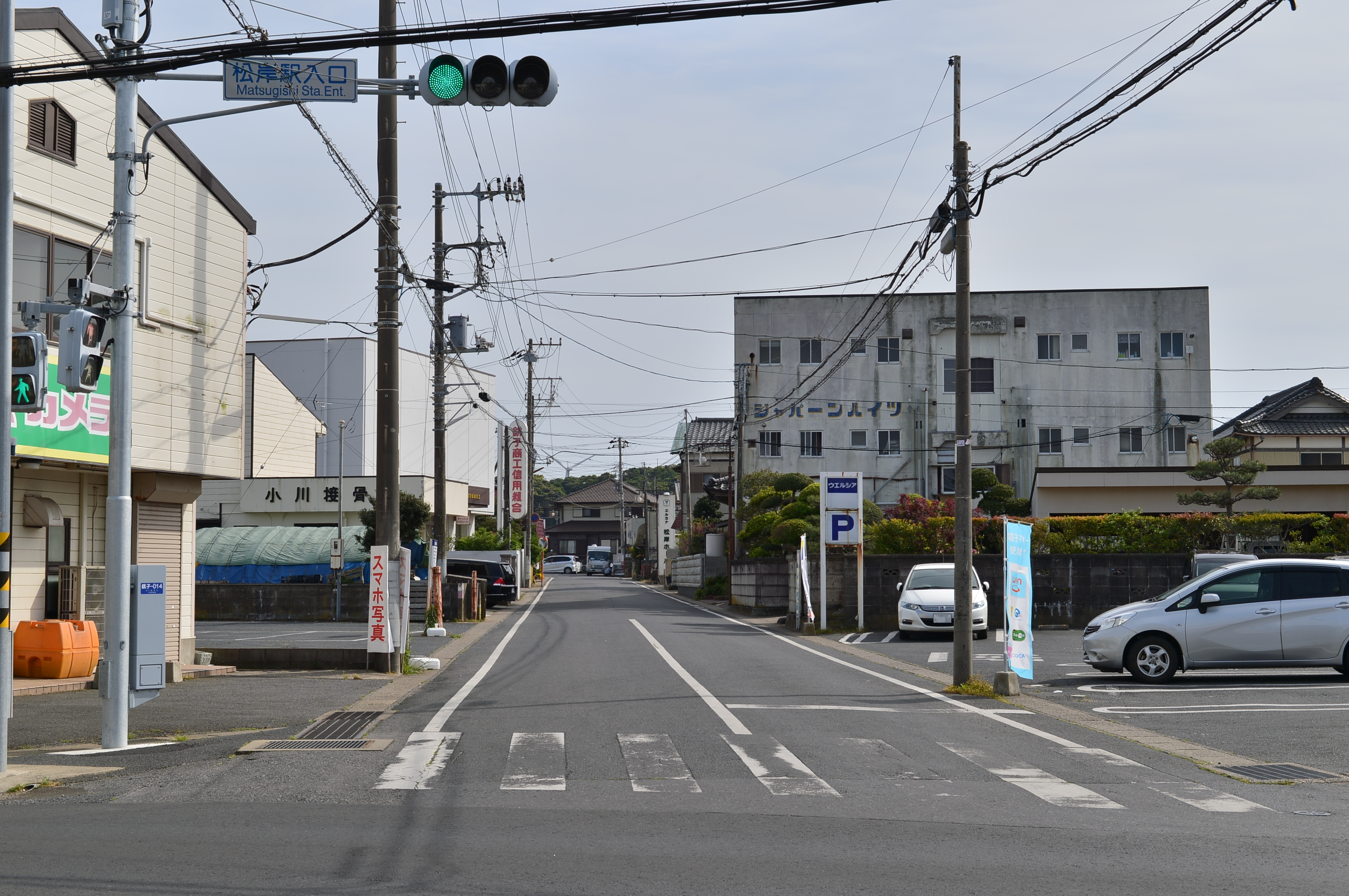
千葉県道216号飯岡松岸停車場線
銚子市松岸町3丁目（2015年5月）
松岸駅入口交差点（国道356号）からJR松岸駅方面を臨む。

千葉県道216号飯岡松岸停車場線（ちばけんどう216ごう いいおかまつぎしていしゃじょうせん）は、千葉県旭市から銚子市の松岸駅に至る一般県道である。

## 概要
- 起点：旭市飯岡（古城坂下交差点、国道126号交点）
- 終点：銚子市松岸町3丁目（JR総武本線・成田線松岸駅）

## 路線状況

### 重複区間
- 国道356号（銚子市柴崎町1丁目（柴崎町交差点） - 松岸町3丁目（松岸駅入口交差点））

## 地理

### 通過する自治体
- 銚子市
  - 旭市 - 銚子市

### 交差する道路
- 国道126号：旭市飯岡（古城坂下交差点、起点）
- 千葉県道211号飯岡猿田停車場線：旭市塙（塙十字路）
- 国道356号：銚子市柴崎町1丁目（柴崎町交差点） - 松岸町3丁目（松岸駅入口交差点） ※一部重複